# Pniewo (gromada w powiecie pułtuskim)
Pniewo (alt. Pniewo k. Pułtuska) – dawna gromada, czyli najmniejsza jednostka podziału terytorialnego Polskiej Rzeczypospolitej Ludowej w latach 1954–1972.
Gromady, z gromadzkimi radami narodowymi (GRN) jako organami władzy najniższego stopnia na wsi, funkcjonowały od reformy reorganizującej administrację wiejską przeprowadzonej jesienią 1954 do momentu ich zniesienia z dniem 1 stycznia 1973, tym samym wypierając organizację gminną w latach 1954–1972.
Gromadę Pniewo z siedzibą GRN w Pniewie utworzono – jako jedną z 8759 gromad na obszarze Polski – w powiecie pułtuskim w woj. warszawskim, na mocy uchwały nr VI/10/17/54 WRN w Warszawie z dnia 5 października 1954. W skład jednostki weszły obszary dotychczasowych gromad Cieńsza, Lutobrok, Lemany, Pniewo kolonia, Pniewo i Topolnica ze zniesionej gminy Zatory oraz obszar dotychczasowej gromady Mystkowiec-Kalinówka ze zniesionej gminy Somianka w tymże powiecie. Dla gromady ustalono 19 członków gromadzkiej rady narodowej.
31 grudnia 1959 do gromady Pniewo k. Pułtuska przyłączono wieś Mystkówiec Szczucin ze znoszonej gromady Ciski oraz wieś Gładczyn Rządowy ze znoszonej gromady Psary w tymże powiecie.
Gromada przetrwała do końca 1972 roku, czyli do kolejnej reformy gminnej.
Uwaga: Nie mylić z gromadą Pniewo k/Nasielska, również w powiecie pułtuskim.